# Contea di Chippewa (Minnesota)
La contea di Chippewa, in inglese Chippewa County, è una contea dello Stato del Minnesota, negli Stati Uniti. La popolazione al censimento del 2000 era di 13 088 abitanti. Il capoluogo di contea è Montevideo.